# Плавучий регазифікаційний термінал

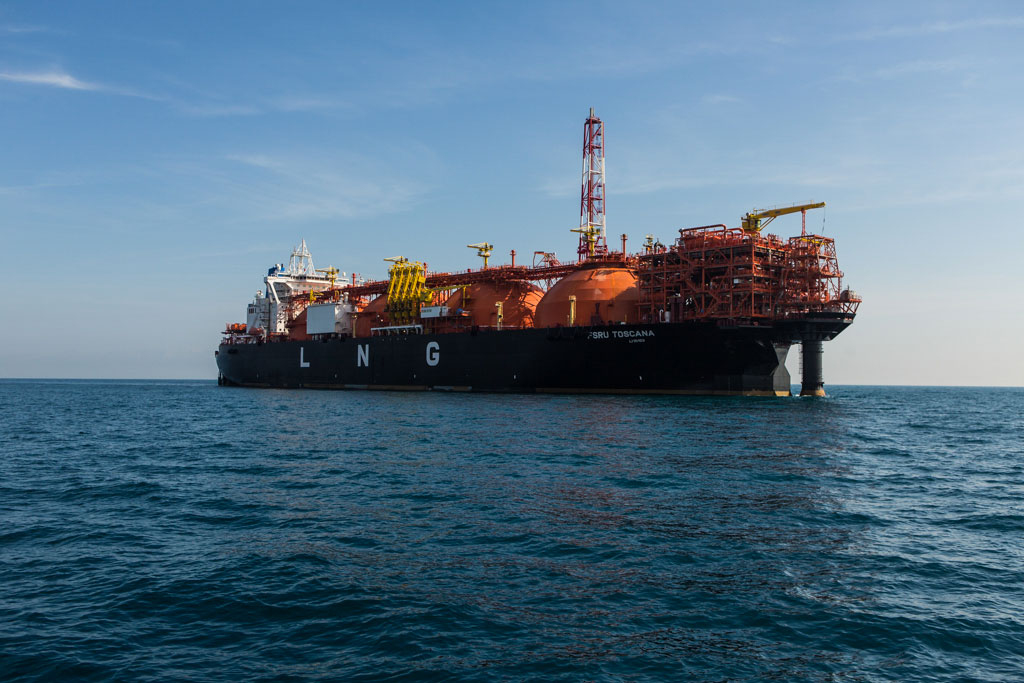
Плавуча установка терміналу в Ліворно - FSRU Toscana

Плавучий регазифікаційний термінал — інфраструктурний об'єкт, призначений для регазифікації зрідженого природного газу (ЗПГ, англ. LNG) та заснований на використанні плавучої установки із зберігання та регазифікації (англ. Floating storage and regasification unit, FSRU).
Плавучі термінали мають певні переваги, як то: скорочений термін спорудження в порівнянні зі стаціонарними об'єктами, менша потреба у капіталовкладеннях, можливість перебазування регазифікаційної установки на нове місце. Оскільки установки створюються на базі ЗПГ танкерів, у випадку відсутності попиту на регазифікацію вони можуть використовуватись для транспортування ЗПГ.
У 2015 році обсяг імпорту газу через плавучі термінали зріс на 46 % та досяг 28 млрд м3, або 8 % від усього імпорту ЗПГ (без урахування Індонезії, де такі термінали обслуговують внутрішні поставки).
Перший плавучий термінал розпочав діяльність в США у регіоні Мексиканської затоки в 2005 році (Gulf Gateway Deepwater Port). У середині другого десятиліття 21 століття найбільше поширення така технологія отримала на Близькому Сході та у Південній Америці. Також почалось або почнеться у найближчій перспективі її застосування в Європі, Південній та Південно-Східній Азії, Африці.

## Плавучі термінали на Близькому Сході
На початку 21 століття ряд нафтодобуваючих країн регіону Перської затоки ухвалили рішення про застосування природного газу для виробництва енергії, що дозволило б вивільнити додаткові обсяги нафти для експорту. Тоді як Саудівська Аравія прийняла амбітну програму із розгортання власного видобутку газу, Кувейт та ОАЕ вирішили розпочати імпорт ЗПГ та обрали варіант із плавучими терміналами.
У 2009 році розпочалась експлуатація терміналу ЗПГ у Кувейті в порту Mina Al Ahmadi. Спорудженням наземної інфраструктури займалась компанія Excelerate Energy. Вона ж надала в оренду на 5 років FSRU «Explorer» (у 2011—2012 роках тут працювало однотипне судно «Exquisite»). Починаючи з 2014 року термінал використовує установку іншої компанії — «Golar Igloo». Контрактом передбачено використання установки протягом 9 місяців на рік, тоді як інші 3 місяці вона може бути залучена власником як ЗПГ танкера. Угода укладена на 5 років, вивчається можливість її продовження або побудова до 2020 року стаціонарного терміналу. За 2014 рік через термінал імпортовано близько 3,5 млрд м3, за підсумками 2015 цей показник зріс до 4,2 млрд м3.
Невдовзі після Кувейту, у 2010 році, розпочали експлуатацію плавучого терміналу ОАЕ. Для цього СПГ танкер побудови 1976 року переобладнали на судно FSRU «Golar Freeze» річною потужністю з регазифікації 4,9 млрд м3. Наземне обладнання розмістили в порту Jebel Ali. Через зростаючі потреби невдовзі там само було заплановане будівництво причалу для розміщення двох додаткових установок FSRU. На замовлення ОАЕ була проведена модернізація судна «Explorer» (яке вивільнилось після завершення контракту з Кувейтом) із збільшенням його потужність до майже 10 млрд м3на рік. Крім того, влітку 2016 у іншому еміратському порту Ruwais встановили на якір установку «Excelerate» регазифікаційною потужністю в номінальному режимі 5,1 млрд м3.
У 2012 році створив свій термінал по прийому ЗПГ на основі плавучої установки Ізраїль. У Середземному морі біля порту Хадера розмістили установку FSRU «Excellence», яка перед тим кілька місяців встигла попрацювати на аргентинському терміналі Bahia Blanca. Для зниження вартості проєкту використали швартовочну систему, що до того експлуатувалась у Мексиканській затоці. У 2014 році FSRU «Excellence» замінили на установку «Expedient», яка має таку ж саме регазифікаційну потужність і дещо більший обсяг зберігання, проте вже у наступному році сюди знов повернулась «Excellence». Наразі термінал використовується в основному як резервна система на випадок покриття пікових навантажень — з його допомогою перевалюється 0,2—1 млрд м3 на рік. Можливо також відзначити, що хоча на шельфі Ізраїлю відкрито великі запаси природного газу, проте термінал забезпечує доступ до світового ринку ЗПГ, поставки з якого при відповідній ринковій ситуації можуть виявитись дешевшими за вартість газу внутрішнього виробництва. Такий випадок імпорту був зафіксований у квітні 2016 року.
Ще одна країна регіону — Єгипет — стикнулась з проблемами в електропостачанні через зростаюче споживання. Для компенсації дефіциту природного газу один із орієнтованих на експорт заводів з виробництва ЗПГ був зупинений, другий значно скоротив виробництво. Проте це не дозволило повністю ліквідувати дефіцит, тому виник проєкт імпорту ЗПГ. Для пришвидшення обрали варіант із створенням плавучого терміналу в червономорському порту Ain Sokhna. У квітні 2015 року тут розпочало роботу судно FSRU «Höegh Gallant». У листопаді того ж року до нього приєдналась установка іншої компанії — FSRU «BW Singapore», яка розпочала прийом та регазифікацію ЗПГ вже через 5 місяців після підписання контракту.
Майже одночасно з Єгиптом ввела в дію свій термінал Йорданія. У травні 2015 в порт Акаба з вантажем ЗПГ прибуло судно «Golar Eskimo», яке буде використовуватись як установка зі зберігання та регазифікації. Потужність терміналу складає 5,1 млрд м3на рік (при роботі в піковому режимі — до 7,5 млрд м3). На початку 2000-х планувалось, що потреби Йорданії у природному газу будуть забезпечуватись Єгиптом через Арабський газопровід, який мав пройти далі до Лівану, Сирії та Туреччини. Проте зростання енергоспоживання в Єгипті змусило цю країну відмовитись від амбітних планів з експорту газу. Більше того, після прибуття до Йорданії FSRU «Golar Eskimo» країни уклали угоду про використання 40 % потужностей терміналу для забезпечення потреб Єгипту. Газ поставлятиметься за реверсним маршрутом через згаданий вище Арабський газопровід. У 2016 році сторони досягли угоди про можливість оренди Єгиптом зазначеного судна з 2017 року. У випадку реалізації цих планів установку розмістять на терміналі в порту Ain Sokhna, де вже пришвартовані дві інші плавучі установки з регазифікації.

## Плавучі термінали у Латинській Америці

### Реалізовані проєкти
У Південній Америці першою країною, що приступила до використання плавучих регазифікаційних терміналів, стала Аргентина. Після енергетичної кризи 2004 року вона була зацікавлена у якнайшвидшому створенні імпортних потужностей, які б допомогли покрити стрімко зростаючий попит. Задля цього Аргентина розпочала співпрацю з американською Excelerate Energy, піонером у сфері FSRU. З 2008 року у порту Bahia Blanca стало до роботи судно «Excelsior» з номінальною потужністю по регазифікації 5,1 млрд м3на рік. В подальшому Excelerate Energy, яка володіє найбільшим у світі флотом FSRU, час від часу змінювала установку на даному терміналі — в 2011 тут півроку працювало судно «Excellence», потім певний час знов «Excelsior», з 2012 по 2015 ця роль випала установці «Express», після чого її змінила «Exemplar». У 2011 році неподалік від столиці країни Буенос-Айреса відкрили ще один ЗПГ термінал Escobar. На відміну від першого, офшорного, він розташовується у пониззі річки Парана, тому ЗПГ танкери піднімаються сюди із неповним завантаженням. Термінал Escobar так само використовує судна компанії Excelerate Energy: «Exemplar» до осені 2015 року, після чого сюди спрямували «Expedient». Таким чином, за період з 2008 по 2016 рік на двох аргентинських ЗПГ терміналах встигло попрацювати щонайменше 5 різних FSRU.

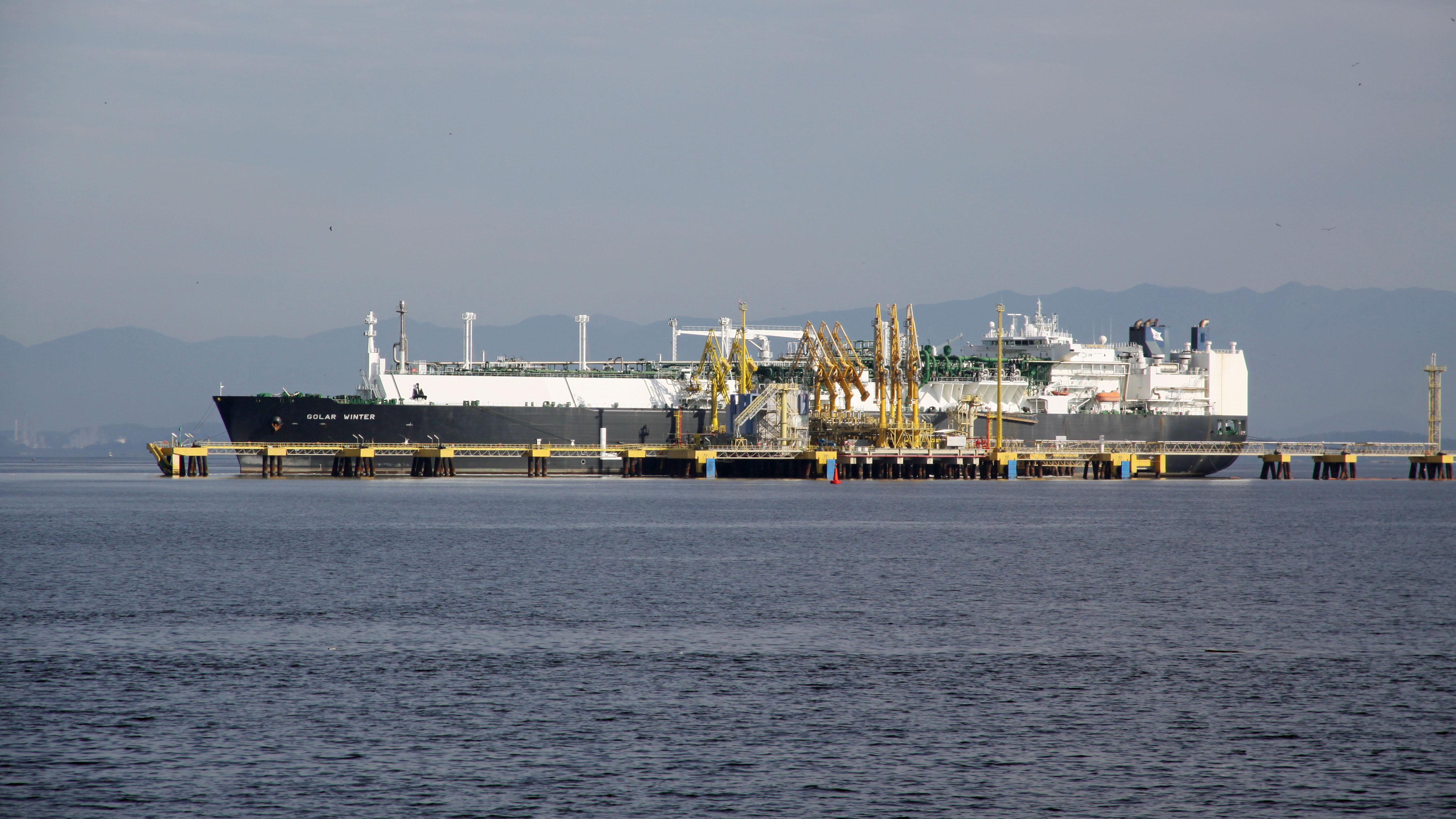
Плавуча установка Golar Winter, яка з 2012 року працює в Бразилії

Бразилія розпочала імпорт газу через плавучі установки практично одночасно з Аргентиною — у 2009 році. Тоді тут з'явився ЗПГ термінал Pecem з доволі невеликою потужністю 2,5 млрд м3 на рік. Поставки через нього планувались на час посушливого сезону, коли виробітка електроенергії на ГЕС різко знижувалась. Як плавучу установку використали судно «Golar Spirit», переобладнане із танкера побудови 1981 року. Та ж компанія Golar невдовзі надала в оренду ще один переобладнаний танкер «Golar Winter» (хоча значно новіший — побудований 2004 року), який з 2012 розпочав роботу на терміналі Guanabara Bay біля Ріо-де-Жанейро. Втім, хоча можливості «Golar Winter» перевищували потужність першого терміналу і складали 5,1 млрд м3 на рік, проте бразильці не вважали цього достатнім. Тому вже наступного року вони уклали угоду з  Excelerate Energy, яка зобов'язалась встановити тут FSRU «Experience», чия річна потужність становить 8,2 млрд м3 на рік, а об'єм резервуарів для зберігання ЗПГ — 173 400 м3 — був найбільшим серед аналогічних суден на момент побудови. До моменту прибуття «Experience», який припав на 2014 рік, термінал обслуговувало інше судно тієї ж компанії «Exquisite». Що стосується  «Golar Winter», то цю установку перевели на введений у експлуатацію у січні 2014 року третій бразильський ЗПГ термінал Bahia, де вона повинна працювати до 2024 року.
У листопаді 2016 року до розташованого на карибському узбережжі колумбійського міста Картахена прибула регазифікаційна установка «Höegh Grace», споруджена на замовлення компанії Höegh на південнокорейській верфі Hyundai Heavy Industries. Ця FSRU має річну потужність з регазифікації 8,2 млрд м3 і допоки інфраструктура терміналу не була готова судно використовувалось як ЗПГ танкер на умовах короткочасного фрахту. За період з грудня 2016-го по липень 2017-го через термінал пройшло лише дві поставки, проте у випадку чергової появи феномену Ель-Ніньйо, котрий призводить до зниження виробітки на ГЕС, необхідним буде посатчання трьох партій на місяць.

### Перспективні проєкти
Після аргентинської енергетичної кризи 2004 року, яка викликала припинення поставок газу у Чилі, остання приступила до розвитку інфраструктури з імпорту ЗПГ. Два перші термінали вирішили у вигляді стаціонарних берегових об'єктів. Через певний час постало питання про збільшення їхньої потужності, для чого компанія Hoegh запропонувала доповнити розташований біля столиці країни Сантьяго Quintero Bay установкою FSRU «Newen». Проте в підсумку тут вирішили зосередитись на розвитку саме наземної інфраструктури, а «Newen» перейменували у «Hoegh Gallant» та відправили до Єгипту. Тому першим чилійським плавучим терміналом може стати Penco-Lirquén у бухті Консепсьйон в південно-центральній частині країни, на 500 кілометрів південніше столиці. В цьому регіоні вже наявна газова інфраструктура та споживачі, які потребують до 3 млрд м3 на рік, проте залишились без газу після аргентинської кризи. Втім, головним споживачем має стати планована електростанція El Campesino. Однією з компаній, що беруть участь у проєкті, є американська Cheniere Energy, відома своїм експортним терміналом Сабін-Пасс. У 2016 році компанія Hoegh уклала угоду про надання для терміналу Penco-Lirquén в оренду на 20 років свого судна, яке поки відоме під  будівельним найменуванням «Корпус 2685». Введення терміналу в дію планується на 2018 рік.
Ще одним терміналом на основі FSRU може стати Aguirre на південному узбережжі Пуерто-Рико. Основним споживачем газу буде розташована поблизу електростанція, яка наразі використовує дорогу та більш екологічно шкідливу нафту. За реалізацію проєкту взявся власник найбільшого флоту FSRU компанія Excelerate Energy, яка очікує на введення об'єкту в дію у 2017 році. Певну затримку у реалізації проєкту викликало його розташування поряд з природним заповідником, проте у 2015 році було нарешті отримано дозвіл від Федеральної комісії з регулювання енергетики (FERC) США.

### Нереалізовані проєкти
Ще однією південноамериканською країною, яка могла б використовувати плавучий регазифікаційний термінал, був Уругвай. Тут для роботи на терміналі del Plata призначалась FSRU, що споруджувалась під будівельною назвою «Корпус 2419» на замовлення компанії Mitsui (MOL) у Південній Кореї на верфі Daewoo Shipbuilding & Marine Engineering. Її необхідність пояснювалась наявністю певної інфраструктури (газопровід Cruz del Sur), що колись повинна була постачати природний газ із Аргентини, а також будівництвом парогазової станції Пунта дель Тігре B. Планувалось, що саме тут буде введена в експлуатацію установка з найбільшим на середину 2010-х років обсягом резервуарів для зберігання ЗПГ — 263 000 м3, що значно перевищуватиме попереднього лідера із його 173 400 м3 (в той же час, потужність з регазифікації не планувалась рекордною та повинна була становити 5,6 млрд м3). 
Втім, фінансові проблеми субконтрактора викликали затримку спорудження уругвайського терміналу через неготовність його стаціонарної частини (офшорний причал та захисний мол вартістю 600 мільйонів доларів США). Крім того, очікувалась затримка і в спорудженні регазифікаційного судна, на випадок чого розраховували використати установку «GDF Suez Neptune», яку створили на верфі Samsung Heavy Industries по замовленню компанії Hoegh. Первісно вона була зафрахтована GDF Suez для проєкту Neptune Deepwater Port у Массачусетсі, однак виявилась вільною через різке падіння цін на газ у США, що спонукало заморозити її вихідний проєкт на невизначений час. 
Тим часом, допоки відбувались затримки з реалізацією проєкту імпорту ЗПГ, уругвайська електроенергетика стрімко зсунулась у бік відновлюваних джерел енергії. І раніше вона на дві третини забезпечувалась гідроресурсами, а вже у 2016 році досягла рівня в 95% відновлюваних джерел за рахунок вітроелектростанцій. Як наслідок, відбулась відмова від проєкту імпорту ЗПГ, а завершена тим часом установка, що отримала назву Challenger, була призначена для використання в Туреччині, де стрімко зростало споживання блакитного палива.

## Плавучі термінали в Європі

### Реалізовані проєкти
Перший плавучий термінал у Європі спорудила компанія Excelerate Energy для Великої Британії. У лютому 2007 року біля Скапа Флоу танкер «Excalibur» (до речі, теж обладнаний як FSRU) провів операцію з перевалки в морі повного вантажу на установку FSRU «Excelsior», яка в подальшому направилась для його регазифікації на терміналі Teesside GasPort, розташованому на північно-східному узбережжі Англії. Цікавою особливістю об'єкта було те, що за ним не закріпили певної регазифікаційної установки. У випадку потреби операції тут здійснювало одне із суден численного флоту  Excelerate Energy. Нарешті, у 2014 році термінал був демобілізований.
2013 року розпочалась експлуатація плавучого терміналу біля узбережжя Тоскани (Італія). Створене для реалізації проєкту компаніями E.ON та Golar підприємство OLT (Offshore LNG Toscana) замовило переобладнання ЗПГ танкеру «Golar Frost» в установку FSRU «Toscana». Роботи проводились з 2009 по 2013 роки на верфі Drydocks World у Дубаї, після чого судно було відправлене до Італії та встановлене на якір у 20 кілометрах від Ліворно. Термінал має потужність з регазифікації 3,75 млрд м3 на рік.

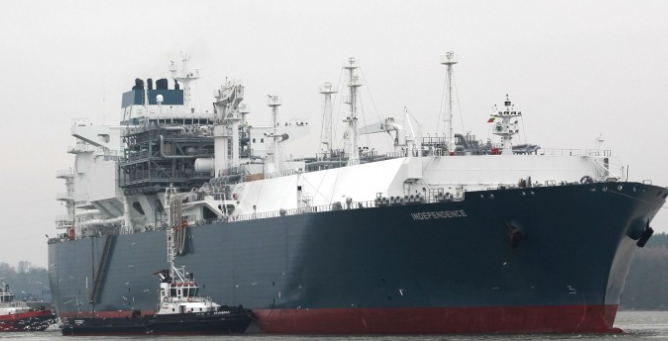
Плавуча установка терміналу в Клайпеді - FSRU Independence

Наступною країною Європи, що приступила до використання плавучого імпортного терміналу, стала Литва. Такий варіант було обрано оскільки він міг у відносно стислий термін забезпечити диверсифікацію поставок газу до країни, яка до того мала як монопольного постачальника Росію. Надане компанією Höegh судно «Independence», споруджене на верфі  Hyundai Heavy Industries у 2014-му, того ж року встановили на якір біля порту Клайпеда. З листопада термінал почав роботу. Установка FSRU взята в оренду на 10 років з мінімальним гарантованим строком 5 років. Вартість оренди складатиме 69 млн доларів США на рік. З метою зменшення витрат литовські інституції виступили за викуп судна ще до 2024 року. Проте перші контакти з цього приводу із його власником не принесли бажаних результатів.

### Перспективні проєкти
Турецький будівельний консорціум Kolin у вересні 2016 року вирішив орендувати FSRU, що повинна допомогти покрити зростаючий взимку попит. Плавучу регазифікаційну установку надасть французька ENGIE, колишня GDF Suez, яка нарешті зможе задіяти за основним призначенням взяте у довгостроковий фрахт судно «GDF Suez Neptune» (спочатку воно призначалось для проєкту терміналу біля узбережжя США, потім пропонувалось як тимчасове рішення на уругвайському терміналі). Установку розмістять в Егейському морі поблизу існуючого стаціонарного терміналу Aliaga. Потужність нового об'єкту очікується у 5,1 млрд м3 на рік. Наскільки тривалим може бути існування плавучого терміналу поки невідомо. Наразі загаданий термінал Aliaga веде роботи із збільшення потужності з 5,8 до 8,7 млрд м3 на рік.
Хоча Росія станом на 2016 рік є найбільшим у світі експортером газу, проте вона також вирішила створити плавучий імпортний термінал у Калінінградській області. Це пояснюється анклавним положенням останньої, через що її газопостачання залежить від транзиту через інші країни. Замовлення на спорудження  FSRU розмістили на південнокорейській верфі Hyundai Heavy Industries. Установка повинна мати можливість навігації при товщині льоду до 0,9 метра та експлуатації при температурах до -30 градусів. Введення терміналу в дію заплановане на кінець 2017 року.
Протягом кількох років обговорювалась можливість створення плавучих регазифікаційних терміналів на півночі Греції, у егейських портах Кавала та Олександруполіс. До останнього виявила зацікавленість Болгарія, яка розглядає можливість придбання 25 % компанії, що буде експлуатувати термінал. Передбачається, що завдяки болгарській мережі газопроводів серед потенційних покупців імпортованого газу можуть бути Македонія, Сербія, Румунія та Україна. Втім, остаточне інвестиційне рішення станом на осінь 2016 року ще не ухвалене.
Перспективу оренди FSRU розглядає й інша балканська країна Хорватія. Використання цієї технології, яка знижує потребу у капітальних інвестиціях, може нарешті посприяти реалізації проєкту терміналу ЗПГ в порту Омішаль на адріатичному острові Крк. Останній обговорюється з кінці 90-х років та отримав підтримку Євросоюзу із присвоєнням статусу «проєкту спільних інтересів». Проте оскільки доволі невеликий внутрішній ринок Хорватії не гарантує повернення капітальних інвестицій, окупність проєкту чималою мірою залежить від можливості транзиту імпортованого газу до інших країн. При цьому станом на 2016 рік існує невирішена суперечка між Хорватією та Угорщиною щодо тарифів на транспортування газу.

## Плавучі термінали Південної Азії

### Реалізовані проєкти
Проєкти спорудження трубопроводів з Туркменістану та Ірану для забезпечення потреб Пакистану в природному газі тривалий час обговорювались на міжнародному рівні, проте з різних причин станом на 2015 рік так і не були розпочаті. Тим часом Пакистан відчував значний дефіцит електроенергії, до того ж витрачаючи на її виробництво дорогі нафту та дизельне пальне. Для полегшення цієї ситуації у березні 2015 року в Port Qasim розпочав роботу перший в Південній Азії плавучий регазифікаційний термінал. Для його обслуговування компанія Excelerate Energy's надала свою установку FSRU «Exquisite». Цікавою особливістю є те, що судно час від часу саме відправляється до Катару за новою партією ЗПГ.

### Перспективні проєкти
З метою ліквідації дефіциту електроенергії Пакистан ухвалив рішення про збільшення потужностей терміналу в Port Qasim шляхом додавання другої регазифікаційної установки, яку замовили у компанії  BW Group. Спорудження судна, відомого на верфі Samsung Heavy Industries під будівельним найменуванням «Корпус 2118», розраховують завершити у 4-му кварталі 2016 року. Його потужність з регазифікації повинна скласти до 7,7 млрд м3 на рік, що дозволить забезпечити роботу нової електростанції, яка може покрити до 80 % дефіциту електроенергії.
Ще однією країною Південної Азії, що може стати експлуатантом плавучого терміналу, є Бангладеш. У липні 2016 було підписана угода з Excelerate Energy про його спорудження поблизу острова Moheshkhali у Бенгальській затоці. Терміном готовності до використання встановлено 2018 рік. Особливістю цієї угоди є те, що по завершенні 15 років оренди установка FSRU перейде у власність бангладеської нафтогазової компанії Petrobangla.
Починаючи із 2011 року внаслідок стрімкого падіння власного видобутку (близько 40 % за період до 2015-го) Індія була змушена розпочати масштабний імпорт ЗПГ. У 2015 році він становив приблизно 21 млрд м3. При цьому, хоча наявні чотири берегові ЗПГ термінали номінально можуть забезпечувати імпорт до 35 млрд м3, завантажені вони були дуже нерівномірно. Так, Dabhol працював лише на чверть своєї потужності, а Kochi менш ніж на 10 %, що значною мірою пояснюється слабким розвитком мережі газопроводів. Якщо ж врахувати, що всі термінали розташовані на західному узбережжі, стає зрозумілою поява численних проєктів на основі використання FSRU, оскільки вони обіцяють досить швидку організацію газопостачання регіонів, віддалених від існуючих центрів видобутку та імпорту. У вересні 2015 адміністрація розташованого на східному узбережжі неподалік від кордону з Бангладеш порту Калькутти уклала контракт з компанією H-Energy, яка в партнерстві із Excelerate Energy планує збудувати в районі Digha офшорний термінал із прийому до 5,6 млрд м3 на рік. Звідси газ поступатиме трубопроводом на берегову станцію в Contai. Для забезпечення доступу до споживачів в межах проєкту планується збудувати трубопровід довжиною 705 км, що пройде через індійський штат Західна Бенгалія до кордону з Бангладеш (на цю країну також розраховують як на потенційного замовника послуг терміналу). Дещо південніше в порту Kakinada компанія APGDC («Газова дистрибуційна корпорація Андхра-Прадеш») хоче спорудити імпортний термінал, що так само складатиметься з офшорного причалу, установки з регазифікації потужністю 4,9 млрд м3 на рік та з'єднувального газопроводу до берегової вимірювальної станції. Створення глибоководного порту потребуватиме вибірки ґрунту у обсязі до 19 млн м3, з подальшим щорічним обсягом робіт до 1,5 млн м3 для запобігання замулюванню. У лютому 2016 року цей проєкт отримав дозвіл від індійського Міністерства охорони навколишнього середовища. Ще південніше по узбережжю Андхра-Прадеш компанія Petrogas планує спорудити плавучий термінал потужністю 7 млрд м3 на рік у порту Krishnapatnam, про що підписала у січні 2016 меморандум з урядом штату.
Проте потреба в нових терміналах існує не тільки для східної Індії. Так, компанія Fox Petroleum хоче створити потужності з регазифікації у штаті Карнатака в порту Karwar. Останній розташований на західному узбережжі між вже існуючими береговими терміналами Dabhol та Kochi, які, як загадувалось вище, станом на 2016 рік не можуть використовуватись в повній мірі через поганий розвиток мережі газопроводів. Потужність терміналу Karwar анонсована у обсягах до 10 млрд м3 на рік. Ще один термінал з потужністю 7 млрд м3 (14 млрд м3 після залучення другої установки FSRU) може з'явитись у штаті Гуджарат для забезпечення газом півострова Катхіявар через використання порту Jafrabad. Компанія Swan Energy обрала як партнера при реалізації проєкту бельгійську Exmar, що є співвласником флоту регазифікаційних установок разом з американською Excelerate Energy.
Станом на 2016 рік жоден з численних проєктів плавучих терміналів для Індії ще не увійшов у будівельну фазу. Проте перспективи для розвитку цього різновиду інфраструктури виглядають досить непогано, оскільки за прогнозами Міжнародного енергетичного агентства споживання газу Індією щорічно зростатиме не менш ніж на 5 % до 2030 року

## Плавучі термінали у Південно-Східній Азії

### Реалізовані проєкти
На початку 21 сторіччя економіка Індонезії перейшла до тривалого періоду зростання, що зокрема викликало потребу у відповідному розвитку енергогенеруючих потужностей. Острівний характер країни та слабкий розвиток мережі газопроводів навіть в межах найбільших островів посприяв вибору на користь залучення плавучих регазифікаційних установок, які могли б забезпечити швидку організацію газопостачання окремих регіонів. Перший такий термінал з'явився у 2012 році на Західній Яві, біля столиці країни Джакарти. Компанія Golar надала установку «Nusantara Regas Satu» (переобладнаний ЗПГ танкер «Khannur»), яка має потужність з регазифікації до 5 млрд м3 на рік. Другий термінал розпочав свою роботу у 2014 на Південній Суматрі біля Labuhan Maringgai в провінції Lampung. Тут працює судно «Nusantara Regas Satu», побудоване на замовлення компанії  Höegh. Його потужність дещо менша за яванський термінал — лише 3,7 млрд м3 на рік. Установка орендована на 20 років із можливістю продовження контракту ще на 5. Варто відзначити одну з особливостей, характерну саме індонезійським терміналам. Індонезія володіє значними запасами природного газу, на базі яких споруджено кілька заводів із виробництва ЗПГ. Як наслідок, поставки на регазифікаційні термінали не є імпортними, як то зазвичай відбувається у інших країнах.

### Перспективні проєкти
У Таїланді з природного газу виробляється близько 70 % електроенергії. У зв'язку із зростанням економіки, а також очікуваним падінням власного видобутку, було вирішено розпочати імпорт ЗПГ. Перший термінал виконали у береговому варіанті, проте його потужностей невдовзі виявилось недостатньо. Тому у 2016 році державна електроенергетична компанія EGAT розпочала переговори із залучення плавучої регазифікаційної установки. За планом таїландських владних інституцій, це також сприятиме лібералізації газового ринку країни та появі тут певної конкуренції. Потужність можливого терміналу оцінюється у 7 млрд м3 на рік.
Інша країна регіону, Філіппіни, також може звернутись до послуг плавучих ЗПГ терміналів для компенсації зниження власного видобутку. Станом на 2016 рік роботу кількох електростанцій а цій країні забезпечує єдине власне родовище Малампайя, проте вже до 2024 року очікується суттєве падіння виробництва. Компанія Shell, що здійснює розробку Малампайї, не бачить можливості вчасно розвідати та ввести в експлуатацію інші джерела газу. Тому вона розпочала базове проєктування можливого плавучого терміналу на острові Лусон у Batangas Bay. Прийняття фінального інвестиційного рішення за результатами проєктування очікується у 2017 році. У випадку позитивних результатів, об'єкт може розпочати роботу у 2019-му.

## Плавучі термінали в Африці
Першою африканською державою, яка почала використання плавучого регазифікаційного терміналу, став Єгипет (розглянуто у розділі присвяченому регіону Близького Сходу). Серед інших країн континенту найближче до цього підійшла Гана. Компанія Golar у травні 2016 року вже доставила сюди до порту Тема установку FSRU «Golar Tundra», що мала б обслуговувати імпортні операції з наступного місяця. Проте ганська компанія West African Gas Ltd не змогла вчасно вирішити питання наземної частини терміналу, що відтермінувало його введення в експлуатацію. Втім, компанія Golar заявила про своє право на отримання плати з моменту доставки судна в оговорений контрактом строк. Проблеми із запуском терміналу затягнулись більш ніж на рік, і у вересні 2017-го Golar Tundra полишив ганське узбережжя для використання у якості ЗПГ-танкеру.
Сусідній з Ганою Кот-д-Івуар, економіка якого активно зростала після громадянської війни на початку 21-го століття, також хоче розпочати імпорт ЗПГ для потреб електроенергетики. У жовтні 2016 ця країна уклала угоду з консорціумом, який очолює французька Total, на використання FSRU для імпорту 1 млрд м3 на рік (з можливістю подальшого збільшення до 5 млрд м3). Перші поставки заплановані на 2018 рік.
Існує чимало інших африканських країн, де розглядають можливість використання плавучих регазифікаційних терміналів. Так, Департамент енергетики ПАР у травні 2016 році запросив охочих подавати пропозиції щодо будівництва газової електростанції, для обслуговування якої планується створення плавучого терміналу. При цьому місце для розміщення об'єкту ще не вибране — ним можуть бути порти Індійського океану Ngqura біля Port Elizabeth та Richards Bay за 150 км від Дурбана, або атлантичний порт Saldanha Bay. Сусідня Намібія вже кілька років як обрала Walvis Bay під ЗПГ термінал в рамках електроенергетичного проєкту Kudu. Проте його фактична реалізація посувається доволі повільно. Використання FSRU також обговорюється Беніном, Сенегалом, Марокко.
Збиралась приєднатись до клубу імпортерів ЗПГ і Кенія. У 2014 році вона оголосила тендер, переможець якого має реалізувати біля головного порту країни Момбаси електроенергетичний проєкт Dongo Kundu, в межах якого потрібно було б створити інфраструктуру для імпорту ЗПГ. Проте вже наступного року плани було скориговано у зв'язку з першими результатами розвідувального буріння у блоці 9 на шельфі країни. Хоча подальша дорозвідка відкриття у 2016 році не виправдала очікувань, проте влада країни все-таки розраховує розпочати виробництво електроенергії з газу власного видобутку.

## Інші регіони
Перший плавучий термінал у світі створила компанія Excelerate Energy, яка реалізувала проєкт Gulf Gateway Deepwater Port біля узбережжя США в Мексиканській затоці. За 116 миль від Луїзіани обладнали швартовочну систему для установки FSRU та вимірювальну платформу, через яку здійснювалось підключення до існуючої в затоці підводної трубопровідної системи. Термінал почав роботу в 2005-му з використанням першої в історії FSRU Excelsior. Хоча регазифікаційні установки можуть самостійно доставляти вантаж ЗПГ, проте для концепції плавучого терміналу було важливим розробити систему перевантаження ЗПГ з судна на судно. У серпні 2006 Excelsior вперше в історії прийняло 20 тисяч м3 ЗПГ із газового танкера Excalibur. Таким чином, термінал Gulf Gateway Deepwater Port відіграв важливу роль у розвитку технології, проте сам пропрацював недовго і через стрімке зростання видобутку газу в США завдяки «сланцевій революції» був демобілізований у 2012.
Та ж компанія реалізувала в США другий проєкт — Northeast Gateway Deepwater Port (Northeast Gateway), розташований за 13 миль від узбережжя північно-східного штату Массачуссетс. Тут створили офшорну швартовочну систему та проклали 16 миль газопроводу для під'єднання до підводної системи HubLine. Проєктна потужність терміналу, експлуатація якого розпочалась у 2008 році, становить близько 6,2 млрд м3 на рік. Хоча завдяки «сланцевій революції» США перетворюються на експортера газу, проте станом на 2016 рік недостатній розвиток мережі газопроводів для його доставки із районів видобутку до споживачів у Массачуссетсі поки виправдовує існування орієнтованого на імпорт Northeast Gateway.
Проте від нових подібних проєктів вже відмовляються. Так, у 2008 році енергетичний гігант Engie (раніше GDF Suez) взяв у компанії Hoegh в оренду на 20 років дві установки FSRU — «GDF Suez Cape Ann» та «GDF Suez Neptune», розраховуючи використовувати їх на терміналі Neptune LNG Deepwater Port у тому ж Массачуссетсі. Проте зміни у ринковій ситуації призвели до заморожування проєкту. «GDF Suez Cape Ann» з 2013 року змогли прилаштувати в Китаї на термінал Tianjin. Хоча можливості плавучої установки дозволяють обробляти до 7,7 млрд м3 на рік, проте поки термінал розрахований на значно менший показник 3 млрд м3. Що стосується судна «GDF Suez Neptune», то його як танкер поставили на лінію доставки ЗПГ з Тринідаду на береговий термінал Еверетт у Массачуссетсі, хоча Engie веде пошуки можливості застосування установки за основним призначенням.

## Світовий флот FSRU
Всього з 2005 по 2016 роки у світі створено 25 конвенційних плавучих установок із зберігання та регазифікації. Майже весь цей флот розподілений між трьома компаніями — американською Excelerate Energy (у співвласності з бельгійською  Exmar), норвезькою Höegh та Golar.